# Кабаэна
Кабаэна (индон. Kabaena) — остров в Индонезии. Расположен к юго-востоку от Сулавеси, в провинции Юго-Восточный Сулавеси. Площадь — 901 кв. км. Население (2010) — 35558 человек.
Остров Кабаэна располагается на севере моря Флорес в 19 км к югу от юго-восточной части Сулавеси. Длина — 49 км. Наибольшая ширина — 28,3 км. Имеет вулканическое происхождение. Центральная часть довольно гористая. Наивысшая точка — вулкан Самбамполулу (1570 м). На острове имеется несколько глубоких карстовых пещер. Побережья местами скалистое. На северо-западе и юге берег окружают протяжённые коралловые рифы.
Климат — тропический пассатный. С мая до октября продолжается сухой сезон.
Остров населён представителями народностей маронене, баджо и бутонцами. Главное занятие жителей Кабаэны — сельское хозяйство. Местные власти стараются развивать туризм.